# Bunodactis curacaoensis
Bunodactis curacaoensis is een zeeanemonensoort uit de familie Actiniidae.
Bunodactis curacaoensis is voor het eerst wetenschappelijk beschreven door Pax in 1924.